# Cantonul Quettehou
Cantonul Quettehou este un canton din arondismentul Cherbourg-Octeville, departamentul Manche, regiunea Basse-Normandie, Franța.

## Comune
| Comune                | Populație (1999) | Cod poștal | Cod INSEE |
| --------------------- | ---------------- | ---------- | --------- |
| Anneville-en-Saire    | ...              | 50760      | 50013     |
| Aumeville-Lestre      | ...              | 50630      | 50022     |
| Barfleur              | ...              | 50760      | 50030     |
| Crasville             | ...              | 50630      | 50150     |
| Montfarville          | ...              | 50760      | 50342     |
| Morsalines            | ...              | 50630      | 50358     |
| Octeville-l'Avenel    | ...              | 50630      | 50384     |
| La Pernelle           | ...              | 50630      | 50395     |
| Quettehou             | ...              | 50630      | 50417     |
| Réville               | ...              | 50760      | 50433     |
| Sainte-Geneviève      | ...              | 50760      | 50469     |
| Saint-Vaast-la-Hougue | ...              | 50550      | 50562     |
| Teurthéville-Bocage   | ...              | 50630      | 50593     |
| Valcanville           | ...              | 50760      | 50613     |
| Le Vicel              | ...              | 50760      | 50633     |
| Videcosville          | ...              | 50630      | 50634     |